# Dolany, Kladno
Dolany là một làng thuộc huyện Kladno, vùng Středočeský, Cộng hòa Séc.